# Hippolyte François Jaubert
El conde Hippolyte François Jaubert (París 28 de octubre de 1798 - Montpellier, Hérault 5 de diciembre de 1874) fue un hombre político y un botánico francés.

## Biografía
Hijo de François Hippolyte Jaubert, ordenador de la marina, tullido en la batalla de Aboukir (1798), y de Rosalie Mélanie Cheminade (†1817), propietaria de Givry, comuna de Cours-les-Barres (Cher), Hippolyte fue adoptado por su tío, el conde François Jaubert (1758-1822), consejero de Estado y regente del Banco de Francia bajo el Primer Imperio Francés. Aunque prontamente se apasiona por la Historia natural, su tío lo pone a estudiar derecho, pero le permite seguir los cursos de René Desfontaines (1750-1831) y de Antoine-L. de Jussieu (1748-1836). Se inscribirá en el Colegio de Abogados en 1821, en el momento que hereda de su tío el título de conde y de una inmensa fortuna. Así puede adquirir grandes propiedades en Berry, Nièvre y Cher, de donde su familia materna era originaria, y deviene administrador de la Compañía del Ferrocarril de Orléans, mientras se consagra a la Botánica y a la política. Se casa con Marie Boigues (†1864), hermana de Louis Boigues, maestro de forges en Imphy (Nièvre) y fundador de la ciudad de Fourchambault. Tuvieron dos hijos :
- Louis Hippolyte François Jaubert, que fue prefecto del Departamento Sarthe
- Claire Mélanie Jaubert, por su matrimonio fue condesa Benoist d'Azy

Hace un gran viale a Auvernia y a Provence, en 1821, estudiando la flora y la geología de esas regiones, colaborando su amigo Victor Jacquemont (1801-1832). Participa en 1821, de la creación de una efímera "Sociedad de Historia natural de París, con Karl S. Kunth (1788-1850), Adolphe Brongniart (1801-1876), Adrien de Jussieu (1797-1853), Jean Baptiste Guillemin (1796-1842) y de Achille Richard (1794-1852). Financia expediciones de numerosos naturalistas a Asia, como Pierre Martin Rémi Aucher-Éloy (1793-1838).
Será consejero general del Departamento de Cher en 1830, y luego presidente del Consejo General, abordando la política al momento de la Revolución de julio de 1830, siendo elegido sucesivamente diputado el 5 de julio de 1831 en el 3.er Colegio de Cher (Saint-Amand), el 21 de junio de 1834, el 4 de noviembre de 1837, el 2 de marzo de 1839. Inicialment obtinado doctrinalmente, conquista rápidamente ascensos, gracias a su facilidad de palabra y a lo vivaz de su espíritu, como una situación difícil en la Cámara y se une a Adolphe Thiers, que lo hace entrar al Ministerio del 1 de marzo de 1840 como ministro de Trabajos Públicos; y se retira el 28 de octubre siguiente.
Para evitarse encontrarse en contradicción con sus electores, ya que como Ministro los había castigado, Thiers envía al Conde Jaubert a una maniobra para obtener el beneplácito para proponerse como diputado conservador de Versailles, Ovide de Rémilly que reivindicaba una vieja posición de la izquierda, impidiendo la nominación de diputados exfuncionarios públicos, con salarios pendientes por la duración de sus mandatos, idea que el Jefe de Gobierno había apoyado. Hostil a la reforma, Jaubert les escribe a muchos diputados conservadores para concertar el cese de la propuesta. Una de esas cartas se publica en la prensa, suscitando un atolladero a la izquierda y valiéndole al Gabinete, acuses de doble juego, y de vivas interpelaciones en la Cámara. Mas, en definitiva, la operación fracasa y la proposición es repuesta por los diputados el 15 de junio de 1840.
Su affaire pudo afectarlo con sus electores, pero lo reeliguen el 28 de marzo de 1840. Y en las elecciones generales del 9 de julio de 1842, es de nuevo reelecto, y momentáneamente en la oposición, votará contra el un tema de indemnización. Nombrado par de Francia el 27 de noviembre de 1844, se coloca en la mayoría conservadora.
No toma parte en la Revolución de 1848. Bajo el Segundo Imperio, deja la vida política y se pone a administrar las fábricas de Fourchambault. Miembro libre de la Académie des sciences en 1858, partícipe en 1854 en la creación de la Société Botanique de France que dirigirá en 1858 y en 1866.
Se presenta como candidato opositor en Cher, no gana el 23 de mayo de 1869, mas es elegido representante de Cher a la Assemblée nationale el 8 de febrero de 1871. A partir de esta fecha, se consagrará enteramente a la política; y durante breves momentos de descanso, se ocupa de la Botánica.
A partir del herbario que constituye y de material del Muséum national d'histoire naturelle de París, y con la ayuda de Édouard Spach (1801-1879), puede publicar sus Illustrationes plantarum orientalium (cinco vols., Roret, París, 1842-1857).

## Honores
Géneros
- (Asteraceae) Jaubertia Spach ex Jaub. & Spach[10]
- (Rubiaceae) Jaubertia Guill.[11]

Especies
- (Alliaceae) Allium jaubertii R.M.Fritsch—Phyton[12]
- (Asteraceae) Artemisia jaubertii Sennen—Bull[13]
- (Brassicaceae) Thlaspi jaubertii Hedge[14]
- (Cistaceae) Helianthemum jaubertii K.Koch[15]
- (Clusiaceae) Hypericum jaubertii Spach[16]
- (Euphorbiaceae) Phyllanthus jaubertii Vieill. & Guillaumin[17]

### Condecoraciones
- Caballero de la Legión de honor (27 de abril de 1830)